# ماردر 1
ماردر 1 "Marten" ( Sd.Kfz.135 ) قانصة دبابات ألمانية الصنع تم استخدامها في الحرب العالمية الثانية الألمانية.

## التاريخ

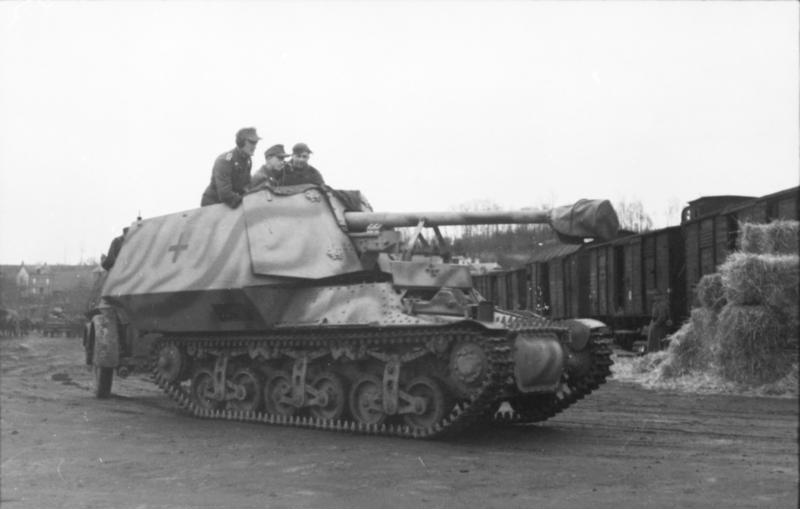
ماردر الأول، 1943

منذ المراحل الأولى من عملية بربروسا، أدرك الفيرماخت أن قدرتهم على صد بعض الدبابات السوفيتية كانت غير كافية. كانت الدبابات الأخف في ذلك الوقت في الخدمة العامة، مثل بانزر-2 والتشيكي الذي تم بناؤه 38 (t)، تحت المدرعة ولم تقم بتركيب بندقية كافية للتعامل مع الدبابات السوفيتية الأحدث. بالإضافة إلى ذلك، فإن البندقية القياسية المضادة للدبابات من عيار 37 ملم، من الصعب الوصول إلى موقعه بسرعة ويفتقر إلى القدرة على اختراق الدروع المائلة الثقيلة للدبابات السوفيتية الجديدة. كان المطلوب هو بندقية تحركة أقوى مضادة للدبابات. امتلك الألمان مثل هذه البندقية من عيار 75 مم PaK 40 . كما أنهم امتلكوا عددًا كبيرًا من البنادق الميدانية السوفييتية 76 ملم F-22 موديل 1936. كان لدى الألمان خبرة في أخذ هيكل دبابة وتركيب عليها مدفع. بانزرييغا 1 هو مثال على ذلك، حيث تمت إزالة البرج وتركيب مدفع على هيكل دبابة.

## تطوير

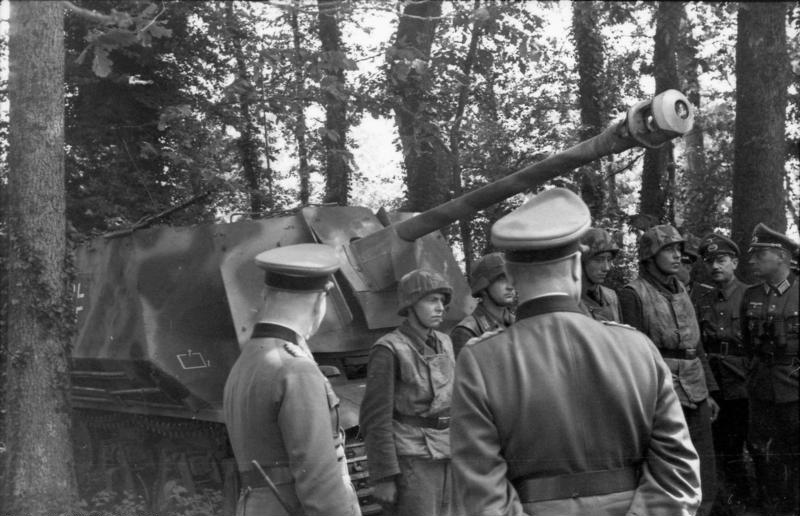
ماردر الأول للفرقة بانزر 21 في نورماندي 1944.

## نظر أيضا
- ZiS-30 ، مركبة سوفياتية مشابهة، تقوم بتركيب مدفع مضاد للدبابات على جرار

## روابط خارجية
- Marder I (Panzerjaeger Lr S 7،5 cm Pak 40/1 على الشاسيه الفرنسي) ، كتالوج ذخائر العدو ، مكتب الولايات المتحدة لرئيس الذخائر ، 1945
- سلسلة Marder ، Achtung Panzer